# Partecipanti alla Classica di San Sebastián 2023
Elenco dei partecipanti alla Classica di San Sebastián 2023.
La Classica di San Sebastián 2023 è stata la quarantaduesima edizione della corsa. Alla competizione presero parte venticinque squadre: le diciotto con licenza UCI World Tour 2023 e sette UCI ProTeam.
Ciascuna delle squadre è composta da sette ciclisti, per un totale di 175 ciclisti accreditati alla partenza.

## Corridori per squadra
Nota: R ritirato, NP non partito, FT fuori tempo, SQ squalificato
| Soudal Quick-Step   | Soudal Quick-Step    | Soudal Quick-Step | AG2R Citroën Team        | AG2R Citroën Team        | AG2R Citroën Team        | Alpecin-Deceuninck    | Alpecin-Deceuninck    | Alpecin-Deceuninck    |
| ------------------- | -------------------- | ----------------- | ------------------------ | ------------------------ | ------------------------ | --------------------- | --------------------- | --------------------- |
| N°                  | Ciclista             | Clas.             | N°                       | Ciclista                 | Clas.                    | N°                    | Ciclista              | Clas.                 |
| 1                   | Remco Evenepoel      | 1°                | 11                       | Alex Baudin              | 29°                      | 21                    | Quinten Hermans       | R                     |
| 2                   | Andrea Bagioli       | 9°                | 12                       | Clément Berthet          | 44°                      | 22                    | Kristian Sbaragli     | 54°                   |
| 3                   | Julian Alaphilippe   | R                 | 13                       | Franck Bonnamour         | R                        | 23                    | Gianni Vermeersch     | R                     |
| 4                   | James Knox           | R                 | 14                       | Ben O'Connor             | R                        | 24                    | Jason Osborne         | 16°                   |
| 5                   | Rémi Cavagna         | R                 | 15                       | Felix Gall               | 20°                      | 25                    | Xandro Meurisse       | R                     |
| 6                   | Pieter Serry         | R                 | 16                       | Nicolas Prodhomme        | R                        | 26                    | Jimmy Janssens        | R                     |
| 7                   | Mauri Vansevenant    | 40°               | 17                       | Damien Touzé             | R                        | 27                    | Tobias Bayer          | R                     |
| Team Arkéa-Samsic   | Team Arkéa-Samsic    | Team Arkéa-Samsic | Astana Qazaqstan Team    | Astana Qazaqstan Team    | Astana Qazaqstan Team    | Bora-Hansgrohe        | Bora-Hansgrohe        | Bora-Hansgrohe        |
| N°                  | Ciclista             | Clas.             | N°                       | Ciclista                 | Clas.                    | N°                    | Ciclista              | Clas.                 |
| 31                  | Élie Gesbert         | R                 | 41                       | Aleksej Lucenko          | 31°                      | 51                    | Bob Jungels           | R                     |
| 32                  | Louis Barré          | R                 | 42                       | Jurij Natarov            | FT                       | 52                    | Ide Schelling         | R                     |
| 33                  | Clément Champoussin  | 14°               | 43                       | Leonardo Basso           | R                        | 53                    | Frederik Wandahl      | 63°                   |
| 34                  | Anthony Delaplace    | 43°               | 44                       | Fabio Felline            | 56°                      | 54                    | Matteo Fabbro         | 69°                   |
| 35                  | Thibault Guernalec   | R                 | 45                       | Javier Romo              | R                        | 55                    | Nico Denz             | R                     |
| 36                  | Simon Guglielmi      | R                 | 46                       | Harold Tejada            | R                        | 56                    | Maximilian Schachmann | 74°                   |
| 37                  | Alessandro Verre     | R                 | 47                       | Simone Velasco           | 28°                      | 57                    | Aleksandr Vlasov      | 3°                    |
| Cofidis             | Cofidis              | Cofidis           | Team DSM-Firmenich       | Team DSM-Firmenich       | Team DSM-Firmenich       | EF Education-EasyPost | EF Education-EasyPost | EF Education-EasyPost |
| N°                  | Ciclista             | Clas.             | N°                       | Ciclista                 | Clas.                    | N°                    | Ciclista              | Clas.                 |
| 61                  | Ion Izagirre         | 5°                | 71                       | Romain Bardet            | 38°                      | 81                    | Neilson Powless       | 4°                    |
| 62                  | Thomas Champion      | R                 | 72                       | Matthew Dinham           | 47°                      | 82                    | Ben Healy             | 45°                   |
| 63                  | Alexandre Delettre   | R                 | 73                       | Chris Hamilton           | 84°                      | 83                    | Alberto Bettiol       | 12°                   |
| 64                  | Guillaume Martin     | 32°               | 74                       | Andreas Leknessund       | 90°                      | 84                    | Simon Carr            | R                     |
| 65                  | José Herrada         | 87°               | 75                       | Florian Stork            | 42°                      | 85                    | Andrea Piccolo        | R                     |
| 66                  | Benjamin Thomas      | R                 | 76                       | Marco Brenner            | 93°                      | 86                    | Rigoberto Urán        | 64°                   |
| 67                  | André Carvalho       | R                 | 77                       | Kevin Vermaerke          | 21°                      | 87                    | Odd Christian Eiking  | 94°                   |
| Groupama-FDJ        | Groupama-FDJ         | Groupama-FDJ      | Intermarché-Circus-Wanty | Intermarché-Circus-Wanty | Intermarché-Circus-Wanty | Ineos Grenadiers      | Ineos Grenadiers      | Ineos Grenadiers      |
| N°                  | Ciclista             | Clas.             | N°                       | Ciclista                 | Clas.                    | N°                    | Ciclista              | Clas.                 |
| 91                  | Bruno Armirail       | R                 | 101                      | Rui Costa                | 8°                       | 111                   | Carlos Rodríguez      | 15°                   |
| 92                  | Romain Grégoire      | 73°               | 102                      | Biniam Girmay            | R                        | 112                   | Jhonatan Narváez      | 72°                   |
| 93                  | Matthieu Ladagnous   | R                 | 103                      | Laurens Huys             | R                        | 113                   | Brandon Rivera        | R                     |
| 94                  | Reuben Thompson      | 58°               | 104                      | Aimé De Gendt            | 70°                      | 114                   | Omar Fraile           | R                     |
| 95                  | Rudy Molard          | 36°               | 105                      | Lorenzo Rota             | 30°                      | 115                   | Ben Tulett            | R                     |
| 96                  | Quentin Pacher       | R                 | 106                      | Loïc Vliegen             | R                        | 116                   | Luke Plapp            | R                     |
| 97                  | Lars van den Berg    | 75°               | 107                      | Georg Zimmermann         | R                        | 117                   | Ben Turner            | FT                    |
| Movistar Team       | Movistar Team        | Movistar Team     | Team Jayco AlUla         | Team Jayco AlUla         | Team Jayco AlUla         | Bahrain Victorious    | Bahrain Victorious    | Bahrain Victorious    |
| N°                  | Ciclista             | Clas.             | N°                       | Ciclista                 | Clas.                    | N°                    | Ciclista              | Clas.                 |
| 121                 | Alex Aranburu        | 7°                | 131                      | Michael Matthews         | R                        | 141                   | Pello Bilbao          | 2°                    |
| 122                 | Iván García Cortina  | 27°               | 132                      | Welay Berhe              | 41°                      | 142                   | Mikel Landa           | 17°                   |
| 123                 | Iván Romeo           | 79°               | 133                      | Jan Maas                 | 67°                      | 143                   | Santiago Buitrago     | 61°                   |
| 124                 | Lluís Mas            | R                 | 134                      | Felix Engelhardt         | 85°                      | 144                   | Yukiya Arashiro       | R                     |
| 125                 | José Joaquín Rojas   | R                 | 135                      | Chris Harper             | 18°                      | 145                   | Jonathan Milan        | R                     |
| 126                 | Iván Sosa            | R                 | 136                      | Alessandro De Marchi     | R                        | 146                   | Edoardo Zambanini     | R                     |
| 127                 | Gorka Izagirre       | 26°               | 137                      | Lawson Craddock          | R                        | 147                   | Johan Price-Pejtersen | R                     |
| Lidl-Trek           | Lidl-Trek            | Lidl-Trek         | Jumbo-Visma              | Jumbo-Visma              | Jumbo-Visma              | UAE Team Emirates     | UAE Team Emirates     | UAE Team Emirates     |
| N°                  | Ciclista             | Clas.             | N°                       | Ciclista                 | Clas.                    | N°                    | Ciclista              | Clas.                 |
| 151                 | Tony Gallopin        | R                 | 161                      | Tiesj Benoot             | 10°                      | 171                   | Juan Ayuso            | 11°                   |
| 152                 | Julien Bernard       | 48°               | 162                      | Edoardo Affini           | R                        | 172                   | Sjoerd Bax            | R                     |
| 153                 | Kenny Elissonde      | 33°               | 163                      | Lennard Hofstede         | R                        | 173                   | George Bennett        | 23°                   |
| 154                 | Bauke Mollema        | 50°               | 164                      | Thomas Gloag             | 86°                      | 174                   | Domen Novak           | 76°                   |
| 155                 | Marc Brustenga       | R                 | 165                      | Gijs Leemreize           | 49°                      | 175                   | Alessandro Covi       | 91°                   |
| 156                 | Mathias Vacek        | R                 | 166                      | Timo Roosen              | R                        | 176                   | Marc Hirschi          | 13°                   |
| 157                 | Toms Skujiņš         | 6°                | 167                      | Nathan Van Hooydonck     | 25°                      | 177                   | Diego Ulissi          | 57°                   |
| Burgos-BH           | Burgos-BH            | Burgos-BH         | Caja Rural-Seguros RGA   | Caja Rural-Seguros RGA   | Caja Rural-Seguros RGA   | Equipo Kern Pharma    | Equipo Kern Pharma    | Equipo Kern Pharma    |
| N°                  | Ciclista             | Clas.             | N°                       | Ciclista                 | Clas.                    | N°                    | Ciclista              | Clas.                 |
| 181                 | Ander Okamika        | 78°               | 191                      | Fernando Barceló         | 71°                      | 201                   | Roger Adrià           | 46°                   |
| 182                 | José Manuel Díaz     | R                 | 192                      | Jokin Murguialday        | 60°                      | 202                   | Urko Berrade          | 34°                   |
| 183                 | Eric Fagúndez        | 81°               | 193                      | Joel Nicolau             | 66°                      | 203                   | Pablo Castrillo       | 24°                   |
| 184                 | Andrés Camilo Ardila | R                 | 194                      | Abel Balderstone         | 37°                      | 204                   | Iñigo Elosegui        | R                     |
| 185                 | Victor Langellotti   | R                 | 195                      | Michal Schlegel          | 39°                      | 205                   | Jordi López           | R                     |
| 186                 | Mario Aparicio       | 68°               | 196                      | Julen Amezqueta          | 83°                      | 206                   | Pau Miquel            | 51°                   |
| 187                 | Clément Alleno       | FT                | 197                      | Josu Etxeberria          | R                        | 207                   | Ibon Ruiz             | 72°                   |
| Euskaltel-Euskadi   | Euskaltel-Euskadi    | Euskaltel-Euskadi | TotalEnergies            | TotalEnergies            | TotalEnergies            | Lotto Dstny           | Lotto Dstny           | Lotto Dstny           |
| N°                  | Ciclista             | Clas.             | N°                       | Ciclista                 | Clas.                    | N°                    | Ciclista              | Clas.                 |
| 211                 | Xabier Isasa         | R                 | 221                      | Mathieu Burgaudeau       | R                        | 231                   | Johannes Adamietz     | 53°                   |
| 212                 | Txomin Juaristi      | 92°               | 222                      | Jérémy Cabot             | R                        | 232                   | Arjen Livyns          | R                     |
| 213                 | Ibai Azurmendi       | 77°               | 223                      | Víctor de la Parte       | 89°                      | 233                   | Mathijs Paasschens    | R                     |
| 214                 | Xabier Azparren      | R                 | 224                      | Fabien Grellier          | R                        | 234                   | Eduardo Sepúlveda     | 52°                   |
| 215                 | Mikel Iturria        | 65°               | 225                      | Alan Jousseaume          | 59°                      | 235                   | Liam Slock            | FT                    |
| 216                 | Xabier Berasategi    | 88°               | 226                      | Pierre Latour            | R                        | 236                   | Harry Sweeny          | 22°                   |
| 217                 | Joan Bou             | 35°               | 227                      | Mattéo Vercher           | R                        | 237                   | Jarrad Drizners       | R                     |
| Israel-Premier Tech |                      |                   |                          |                          |                          |                       |                       |                       |
| N°                  | Ciclista             | Clas.             |                          |                          |                          |                       |                       |                       |
| 241                 | Mads Würtz Schmidt   | R                 |                          |                          |                          |                       |                       |                       |
| 242                 | Jakob Fuglsang       | 19°               |                          |                          |                          |                       |                       |                       |
| 243                 | Omer Goldstein       | 80°               |                          |                          |                          |                       |                       |                       |
| 244                 | Nick Schultz         | R                 |                          |                          |                          |                       |                       |                       |
| 245                 | Dylan Teuns          | R                 |                          |                          |                          |                       |                       |                       |
| 246                 | Stephen Williams     | 62°               |                          |                          |                          |                       |                       |                       |
| 247                 | Simon Clarke         | 55°               |                          |                          |                          |                       |                       |                       |